# Тройка

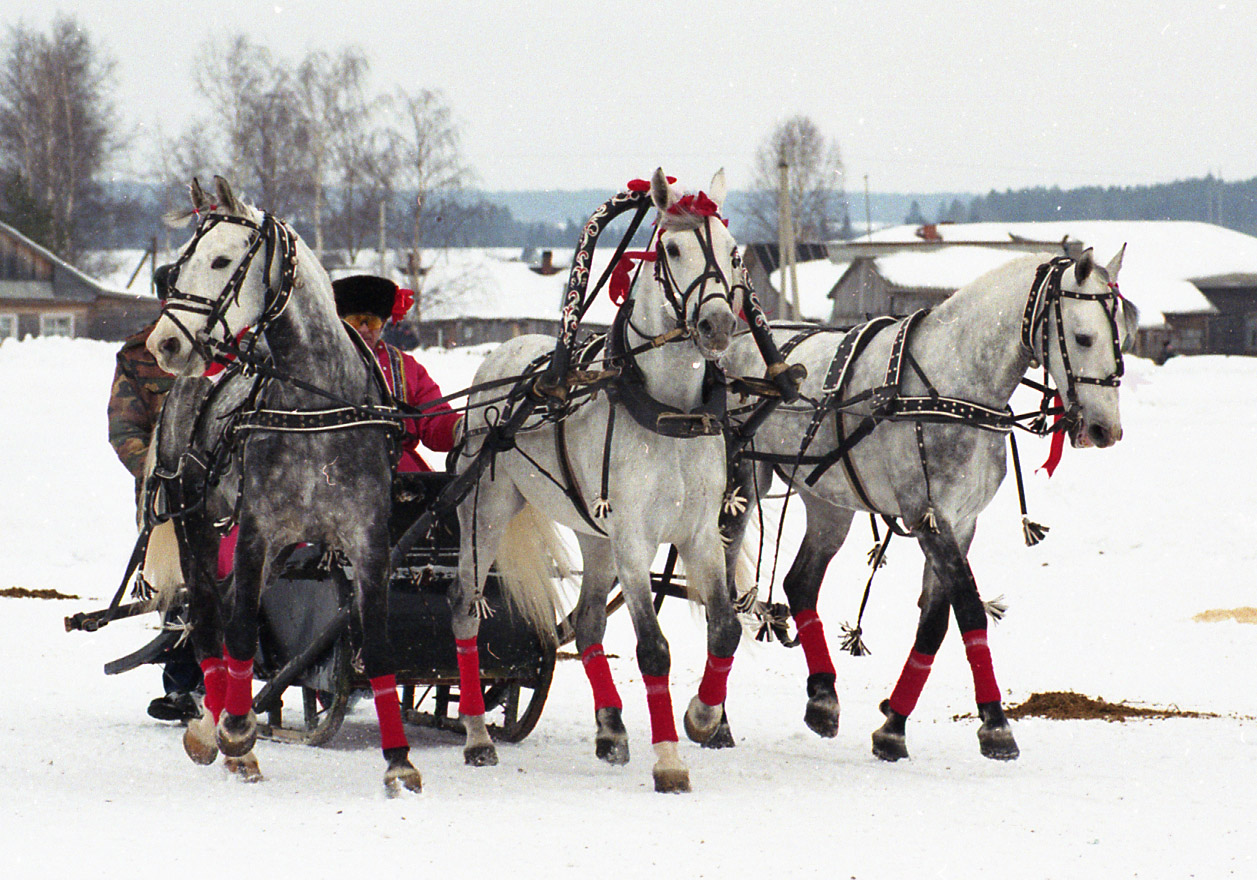
Російська трійка. Вологда.

Тройка, трійка — російська запряжка з трьох коней. Характерною особливістю російської трійки, яка відрізняє її від інших запряжок, є те, що вона різноалюрна: корінник йде риссю, а підпряжні — чвалом.

## Історія

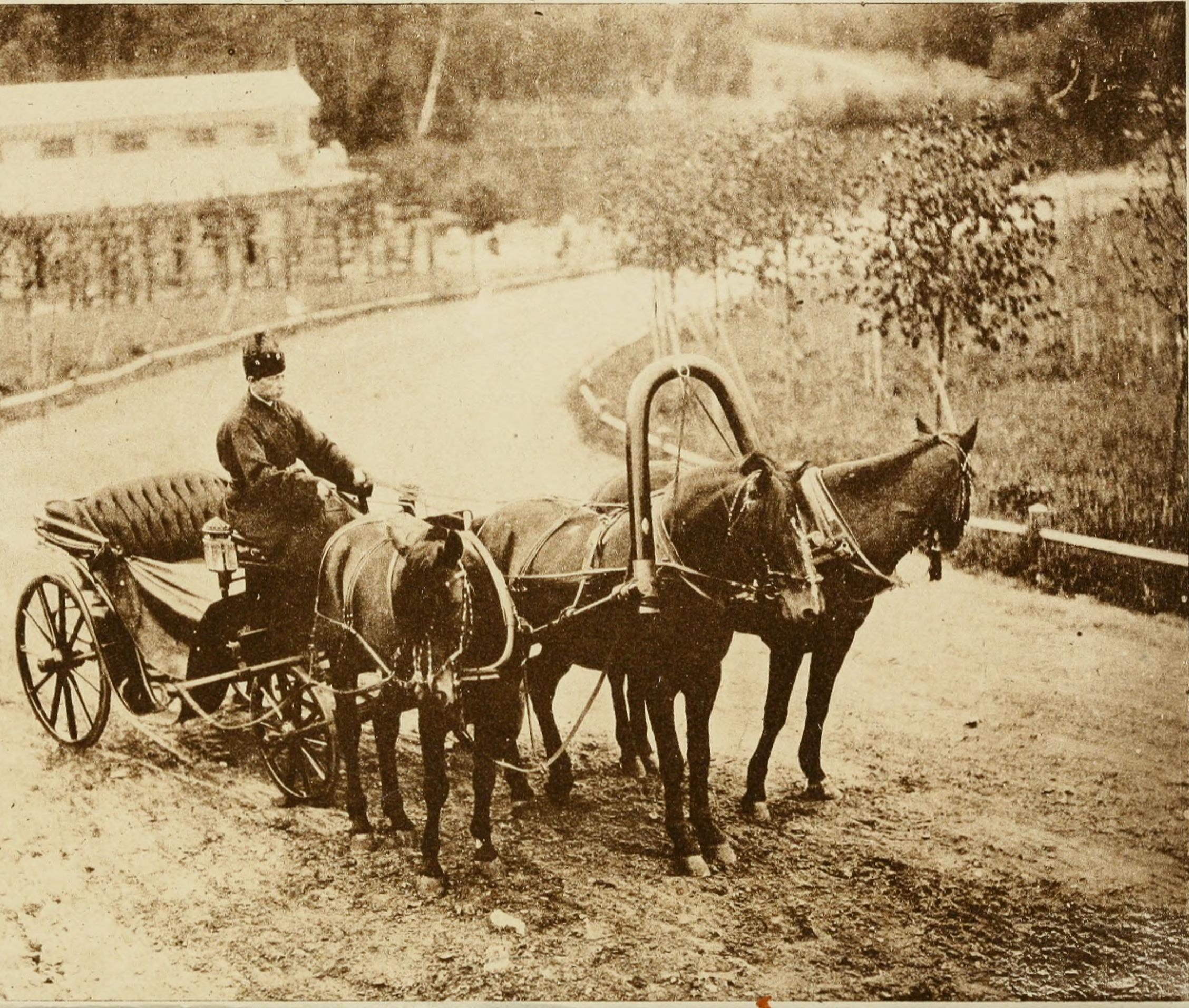
Тройка XIX століття. Фотографія з «Подорожей» Т. Готьє, вид. 1912 р.

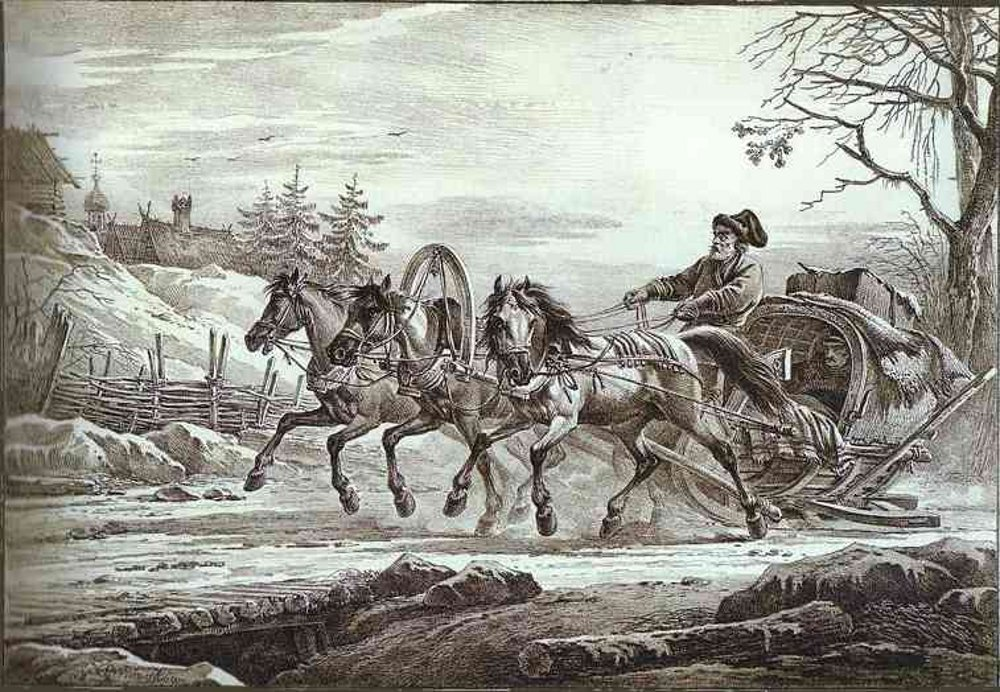
Александр Орловський «Подорожанин у кибитці, запряженій тройкою», 1819 р.

Тройка з'явилася і отримала свою теперішню назву близько 200 років тому. Тодішні правила перевезення пасажирів у поштових кибитках приписували впрягати в повіз (сани) трьох коней тільки в тому випадку, якщо людей було троє. Двоє чи один подорожанин повинні були їхати парою. Бубонці і дзвоники дозволялося вішати тільки на поштові тройки та кур'єрські, що перевозили важливі державні депеші. У часи Російської імперії на тройках їздили поштарі, пожежники і всі, яким була потрібна висока швидкість протягом довгого часу. Також тройки запрягалися на весіллях та інших урочистостях, коли візники могли «полихачити» і пустити в чвал навіть корінника.
Звичайними для тройки кіньми були коні вятської породи — невеликі і непоказні, вони були дуже витривалими. Багатіші люди заводили тройку статурних і великих орловських рисаків. Найкращою вважається така тройка, де коні дібрані в масть, а корінник дорідніший зростом і статурою від підпряжних.
З 1840-х років на Московському іподромі почали влаштовувати змагання тройок. У 1911 році російську тройку продемонстрували на Фестивалі Імперії в Лондоні, картина із зображенням цих коней зараз перебуває в музеї конярства Тимірязєвської академії.
З 2000 року змагання тройок проводяться в рамках «Днів Франції» на Московському іподромі і «Днів Росії» на Венсенському іподромі Франції.
Український етнограф Ф. К. Вовк писав, що на території сучасної України в XIX столітті тройки були майже невідомі. Користувалися ними тільки пани, причому візнику належало бути вдягнутим по-великоросійському.

## Опис
Запряг тройкою складається з корінника (корінного) і двох підпряжних (пристяжних). Корінник впрягається в повіз (сани) за допомогою хомута, дуги і голобель. Правлять ним парними віжками. Звичайним алюром корінника є рись, тільки іноді вправний візник може пускати його в чвал. Для запрягання підпряжних зазвичай замість хомута використовують легку шорку, до якої кріпляться посторонки. Барки посторонків приєднуються до спеціальних поворотних кронштейнів (так званих виносів), встановлених в передній частині повозу (рідше використовується стельвага). Застосування кронштейнів більш безпечно: якщо підпряжний почне відставати, кронштейн складається назад, а не б'є коня по ногах. Правлять підпряжними привіжками — одинарними віжками, передній кінець яких закріплений на вуздечці ззовні. Замість других половин віжок використовуються короткі поводи-чумбури, один кінець яких закріплений на кільці ременя, що з'єднує кільця вудил, другий — на кільці дуги корінника.
Візник на тройці називався трійка́р (рос. троечник, у сучасній російській мові це слово вживається в значенні «трієчник, учень з переважними оцінками 3 бали»).

## Інші трійкові запряжки

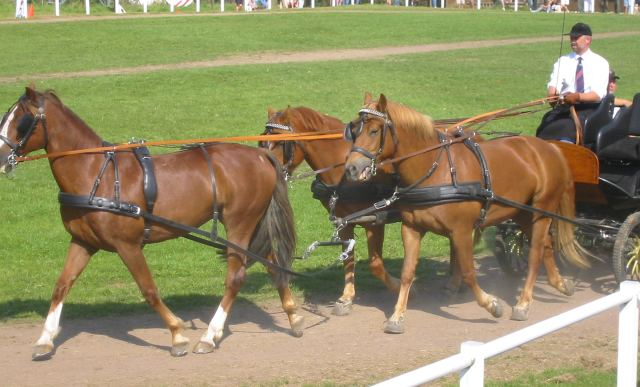
Тройка-«єдиноріг» (Einhorn)
Посторонки виносного прикріплені до виносної стельваги на кінці дишля

Трійкові запряжки використовувалися і в інших країнах, але спосіб запрягання був відмінним. Якщо в російській тройці використовується комбінований (голобельно-дуговий для корінника і посторонковий для підпряжних) запряг, то в більшості європейських — дишельно-посторонковий і посторонковий. Західно- і центральноєвропейські трійки відомі у кількох варіантах: аналогічно російському в ряд, цугом, «арбалет» (корінник з виносною парою) і «єдиноріг» (пара корінних з одним виносним). Останні три були зручнішими на вузьких вуличках середньовічних міст. У Стародавньому Римі запряжена трьома кіньми колісниця називалася «трига» (лат. triga).
Стельвага, використовувана для запряжок у ряд, мала три барки. Існувала в кількох варіантах: асиметрична складалася з основної стельваги з барком і додаткої стельваги з двома барками, стельвага системи Мак-Гоя являла собою парокінну стельвагу із закріпленим посередині третім барком.

## У культурі

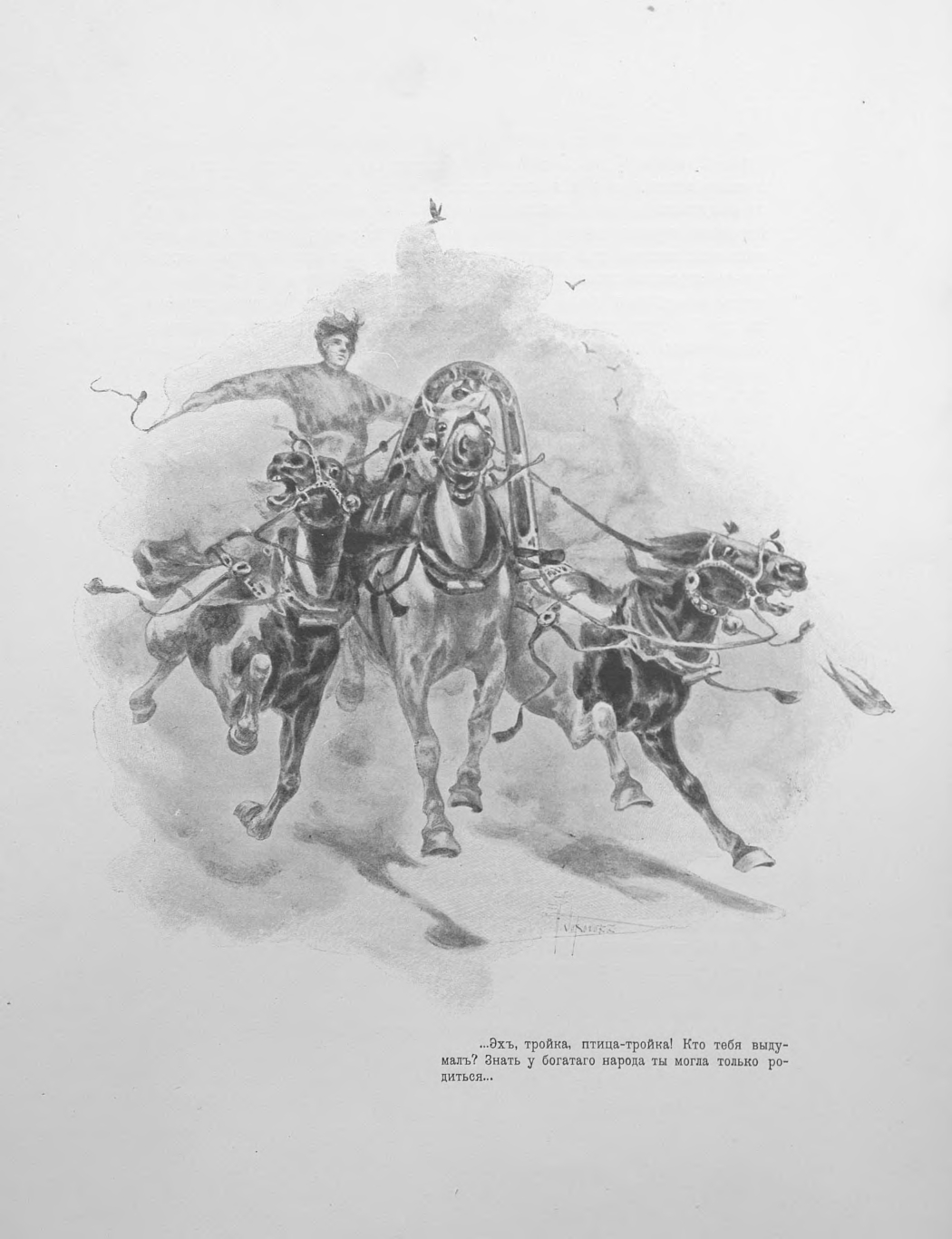
Ілюстрація до поеми «Мертві душі», видання 1901 р.

- Знаменитий образ «птиці-тройки» створений М. В. Гоголем у поемі «Мертві душі»:

|  | Чи не так і ти, Русь, як прудка необгінна тройка мчиш? Димом курить під тобою дорога, гримлять мости, все відстає і зостається позаду. Спинився вражений божим чудом прохожий: чи не блискавка це, кинута з неба? Що означає цей жахом проймаючий рух? І що за незнана сила закладена в цих незнаних світом конях? Оригінальний текст (рос.) [Не так ли и ты, Русь, что бойкая необгонимая тройка несешься? Дымом дымится под тобою дорога, гремят мосты, все отстает и остается позади. Остановился пораженный божьим чудом созерцатель: не молния ли это, сброшенная с неба? что значит это наводящее ужас движение? и что за неведомая сила заключена в сих неведомых светом конях? ] Помилка: [undefined] Помилка: {{Lang}}: немає тексту (допомога): текст вже має курсивний шрифт (допомога) |

.